# ضبط النفس (كتاب)
ضبط النفس: أساس جديد للاستراتيجية الكبرى للولايات المتحدة": هو كتاب كتبه الدكتور باري بوزن ونشرته مطبعة جامعة كورنيل في 2014. بوسن هو أستاذ فورد الدولي للعلوم السياسية ومدير برنامج الدراسات الأمنية في معهد ماساتشوستس للتقانة(MIT).

## الاستراتيجية الكبرى
يعرّف بوزن الإستراتيجية الكبرى بأنها "نظرية الدولة حول كيفية إنتاج الأمن لنفسها". ويصف بوزن الجدل الحالي حول الإستراتيجية الأمريكية الكبرى بأنه يدور بين فلسفتين رئيسيتين: الهيمنة الليبرالية وضبط النفس.
يتناول النصف الأول من الكتاب الهيمنة الليبرالية. تُعرَّف الهيمنة الليبرالية بأنها "استراتيجية ناشطة كبرى؛ تهدف إلى الحفاظ بشكل حازم على هيمنة الولايات المتحدة و"قوة القطب الأوحد" لخدمة الليبرالية والأمن القومي"، يرى بوزن أن الهيمنة الليبرالية هي: الاستراتيجية الكبرى؛ التي اتبعتها الولايات المتحدة منذ نهاية الحرب الباردة وأنها كانت فاشلة، واصفة إياها بأنها "غير ضرورية، وتؤدي إلى نتائج عكسية.
في النصف الثاني من الكتاب، يشرح بوزن لماذا يُعد ضبط النفس استراتيجية كبرى أفضل لاتباعها من الهيمنة الليبرالية. ويوضح تفصيلا كيف ستبدو الاستراتيجية ونوع الجيش المطلوب لتحقيق ذلك.

## رد
المراجع ويليام روجر، كتب في صحيفة المحافظ الأمريكي، وصفًا الكتاب بأنه "الأطروحة التعريفية" لمؤيدي ضبط النفس.
تحدى الباحثان في العلاقات الدولية هيوغو ميجر وستيفن ج. بروكس ادعاء بوزن بأن أوروبا سوف تطور قواتها الدفاعية القادرة؛ إذا انسحبت الولايات المتحدة من أوروبا.